# Dreifarben-Waldsänger

Verbreitungsgebiet des Dreifarben-Waldsängers:
Brutgebiete
Ganzjähriges Vorkommen
Überwinterungsgebiete

Der Dreifarben-Waldsänger (Cardellina rubrifrons) ist ein kleiner Vogel in der Familie der Waldsänger (Parulidae) und eine von mindestens drei Arten in der Gattung Cardellina.
Dreifarben-Waldsänger haben auf der Krone, das sich seitlich zum Kopf hinzieht, ein schwarzes Gefieder. Der Rest des Kopfes, außer dem weißen Nacken, und das Brustgefieder, das sich bis zum vorderen Bereich des Bauches hinzieht, ist rot. Nach hinten verläuft das Gefieder weiß bis hellgrau. Das Obenseitengefieder hat eine hellgraue bis graue Farbe.
Die Lebensräume befinden sich in den Wäldern im Gebirge in Nordamerika. Vorwiegend in Wäldern mit Fichten-, Kiefern- und Eichenbestand. 
Ihre schalenförmige Nester erbauen sie aus Gras und Kiefernnadeln gut versteckt in der Bodenvegetation in den Wäldern. In das Nest legt das Weibchen drei bis vier braun gefleckte weiße Eier.